# Polifenylenowinylen
Polifenylenowinylen (poli(p-fenylenowinylen), PPV, PPVE, z ang. polyphenylene vinylene, polyphenylvinylene, poly(1,4-phenylene vinylene) lub Poly(p-phenylene vinylene)) – polimer wykorzystywany w budowie wyświetlaczy OLED.
Po przyłożeniu napięcia emituje światło zielone lub żółtozielone, właściwość tę zaobserwowano po raz pierwszy w 1989 roku w Laboratorium Cavendisha Uniwersytetu Cambrigde. Pracując w grupie badawczej profesora Richarda Frienda, Jeremy Burroughes odkrył, że diody OLED można wyprodukować używając polimerów o układach sprzężonych (polimerów przewodzących).